# برامج إعانة الموظفين
برامج إعانة الموظفين هي برامج تهدف إلى مساعدة الموظفين في التعامل مع مشاكلهم الشخصية والمشاكل التي تواجههم في مكان العمل، والتي قد تؤثر سلبًا على أدائهم الوظيفي أو صحتهم أو سلامتهم البدنية والنفسية. وبشكل عام توفر تلك البرامج جلسات تقييم مجانية دون الإفصاح عن أي تفاصيل شخصية، وخدمات استشارة نفسية على المدى القصير، وخدمة الإحالة للمختصين، وخدمة متابعة الحالة للموظفين وأفراد أسرهم. يتولى مستشارو برامج إعانة الموظفين مهمة تقديم الدعم الاستشاري للمديرين والمشرفين لمعالجة الصعوبات التي تواجه المنظمة والعاملين فيها واحتياجاتهم. تلعب بعض الشركات والمؤسسات الأكاديمية والوكالات الحكومية دورًا فعالًا في مساعدة المنظمات في التعامل مع أحداث العنف في مكان العمل، والإصابات، وأي مواقف طارئة أخرى ومنعها من الحدوث. توجد عدة برامج متنوعة لتقديم الدعم للموظفين. ورغم أن تلك البرامج تستهدف المشاكل المتعلقة بمكان العمل في المقام الأول، لكن معظمها يتعامل مع المشاكل التي تقع خارج نطاق العمل. وقد ازدهرت برامج إعانة الموظفين وانتشرت على مدار السنوات الماضية نظرًا لفوائدها من ناحية اقتصادية واجتماعية.

## التاريخ

### مرحلة التكوين المبكر
يعود تاريخ برامج إعانة الموظفين إلى أواخر الثلاثينيات، وهي في الأصل كانت برامجًا تهدف للتعامل مع مشكلة استهلاك الكحوليات في مكان العمل. ففي تلك الأوقات كان شرب الكحوليات في مكان العمل عادة سائدة، ولكن مع مرور الوقت لاحظ الناس تأثير الكحول السلبي على أدائهم الوظيفي وإنتاجيتهم. وصار الأمر يمثل مشكلة عظمى بالنسبة للأعمال الصناعية، وبالتالي ركزت البرامج الإصلاحية في المقام الأول على قضية شرب الكحوليات في مكان العمل. وبحلول عام 1939 ازدهرت حركة «مدمنو الكحول المجهولون» في جميع أنحاء وسط غرب الولايات المتحدة وشمال شرقها. وشرع مدمنو الكحول السابقون في مشاركة تجاربهم مع زملائهم وهم لا يزالون في مرحلة الاستشفاء. تُعد تلك المرحلة نقطة بداية تكوين برامج إعانة الموظفين. فقد لاحظ أصحاب الأعمال مدى فعالية تلك البرامج في إعادة تأهيل عمالهم وارتفاع إنتاجيتهم. وقد شجعت تلك التحسينات على التفكير في حل أنواع أخرى من المشاكل بنفس الطريقة.

### مرحلة التشكل
في عام 1962 أعلنت شركة «كيمبر جروب» عن إطلاق برنامج لعلاج قضية إعادة تأهيل مدمني الكحوليات، وشرعوا لاحقًا في توسيع نطاق البرنامج حتى يشمل احتياجات أفراد أسر الموظفين أيضًا. في عام 1969 اقترح نائب مجلس الشيوخ هارولد هيوز قانونًا جديدًا باسم قانون هيوز يهدف إلى إشراك الحكومة الفيدرالية وحكومات الولايات في معالجة إدمان الكحول. وفي عام 1970 وافق الكونغرس على إصدار القانون الفيدرالي الشامل لمكافحة إساءة استخدام الكحول وإدمان الكحوليات وإعادة تأهيل المدمنين، وتبع ذلك إنشاء المعهد الوطني لمكافحة إدمان الكحوليات. ثم اتبعت الولايات نهج الحكومة الفيدرالية وأصبحت تتعامل مع إدمان الكحول بصفته مرضًا، ونددت بالسكر في الأماكن العامة. وأصبح إجراء الأبحاث عن إدمان الكحول وعلاجه الأولوية الرئيسية لمعهد مكافحة إدمان الكحول. ركز المعهد على إتاحة المنح المالية للولايات لمساعدتهم في استئجار متخصصي برامج إعانة الموظفين وتدريبهم.
في السبعينيات قام المجلس الوطني لمكافحة إدمان الكحول، واتحاد العمال، والمديرين، والاستشاريين بتشكيل مكتب شرب الكحوليات في مكان العمل الذي ساهم في نشر مفاهيم برامج إعانة الموظفين عن طريق نشر الحقائق المتعلقة بإدمان الكحول، وعقد المؤتمرات والندوات، وتعزيز معرفة المختصين والعامة من الناس بتلك القضية. افتُتح أيضًا عدد من مراكز العلاج عقب تمرير قانون هيوز، وهي توفر أفرادًا متخصصين للمساعدة في عملية إعادة التأهيل. عدد مراكز العلاج في الولايات المتحدة غير معروف.

### التقليصات الناتجة عن الأزمة الاقتصادية
شهدت برامج إعانة الموظفين تغيرًا ملحوظًا خلال فترة الأزمة الاقتصادية في الثمانينيات. ففي ظل تلك الفترة اضطرت الحكومة إلى تقليص ميزانيات تلك البرامج، الأمر الذي أدى إلى إقامة شراكات تجارية بين مؤسسات الصحة النفسية العامة، ومراكز العلاج، وشركات الاستشارات الخاصة وبين الصناعات المهتمة بمجال برامج إعانة الموظفين من أجل الحفاظ على استمرار المجال. لكن الظروف القائمة أدت إلى التشكيك في مدى فعالية تلك البرامج. فقد تضررت برامج تدريب المتخصصين من انخفاض التمويل الحكومي. وتغيرت الظروف المحيطة بالعمال في ذلك الوقت مع انتشار البطالة، وصعوبة العثور على وظائف جديدة بسبب الأزمة.

### ما بعد أحداث 11 سبتمبر
في الآونة الأخيرة اتخذت الخدمات المُقدمة من قبل برامج إعانة الموظفين مسارًا مختلفًا عن المسار المعهود. فبعد وقوع عدة أحداث إرهابية على مستوى محلي وعالمي زادت الحاجة إلى تلك البرامج بشكل ملحوظ في الولايات المتحدة. وتأثرت تلك البرامج أيضًا بتطورات التكنولوجيا، والهجمات الإرهابية، والكوارث الطبيعية، وقوانين الإعاقات، والعنف في مكان العمل. ومنذ وقوع أحداث 11 سبتمبر 2001 زاد انخراط المتخصصين بتلك البرامج في مهام الإحاطة بالوقائع، ووضع وتنفيذ الخطط في الحالات الطارئة. وفي تلك الفترة زاد عدد التقارير التي تفيد بإصابة الموظفين باضطراب ما بعد الصدمة، وأفادت أيضًا بزيادة القلق والاكتئاب بشكل عام في أماكن العمل. ومن الراجح أن السبب في ذلك هو خطر الإرهاب المستمر الذي يدفع الناس للقلق من احتمالية وقوع أحداث جديدة.

## الفوائد
تشير الدراسات إلى أن برامج إعانة الموظفين قد تثمر عن عدة فوائد في صالح أصحاب الأعمال مثل انخفاض تكاليف العلاج الطبي، وانخفاض معدل استبدال الموظفين، وانخفاض حالات التغيب عن العمل، وزيادة إنتاجية الموظفين. لكن شكك بعض النقاد في سلامة نتائج تلك الدراسات من ناحية علمية، فقد أبدوا اعتراضهم على أحجام العينات الصغيرة، وغياب مجموعات المقارنة، وعدم استخدام المقاييس المعيارية. من ناحية أخرى يزعم أنصار تلك الدراسات أن النتائج الإيجابية المنتظمة التي أظهرتها جميع الدراسات، لا بد أنها تدل على وجود بعض الإيجابيات الناتجة عن تلك البرامج حتى وإن لم تستطع أن تحدد مكونات البرامج الفعالة على وجه الدقة. تقدم تلك البرامج أيضًا عدة خدمات أخرى لأصحاب الأعمال مثل خدمة الاستشارات الإشرافية، وتقديم الدعم لفرق العمل المضطربة، والبرامج التدريبية والتعليمية، وخدمات الوقائع الحرجة.
تتميز خدمات إعانة الموظفين بفوائد اقتصادية مُثبتة مثل زيادة إنتاجية الموظفين وانخفاض حالات التغيب عن العمل. تتيح تلك البرامج أيضًا خدمة الخط الساخن للموظفين لطلب الاستشارة النفسية على مدار الساعة دون انتظار. وفي الحالات التي تستلزم تحديد موعد مع خبير طبي أو استشاري يُتاح للموظفين ترتيب موعد في غضون أيام معدودة. تسمح تلك البرامج بتقليل تكلفة خطة التأمين الصحي الخاصة بالموظفين عن طريق علاج الأمراض الناتجة عن القلق ما يعني انخفاض الحاجة لزيارة الطبيب.
يمكن لأصحاب الأعمال الصغيرة الاستفادة من تلك البرامج بشكل خاص. فرغم أن الشركات الصغيرة توظف عددًا صغيرًا من الموظفين، لكنها قد تتعرض لخسائر بمعدل سريع نتيجة لانخفاض الإنتاجية والأداء الوظيفي وانتشار السلبية في مكان العمل. وقد تتكبد الشركات الصغيرة أضرارًا طائلة إذا لم تحاول إيجاد إجراءات فعالة لتصحيح تلك الأوضاع. ومن ذلك نستنتج أن صاحب العمل الذي يوفر خدمات الإعانة للموظفين يسدي معروفًا لنفسه ولموظفيه عن طريق تقليل المخاطرة والالتزامات، وتحسين نسبة رضا الموظفين، وتقليل القلق الذي قد يصيب أصحاب الأعمال الصغيرة عند تولي عدة مسؤوليات في ذات الوقت بدون الحصول على أي مساعدة.
وتتلخص فوائد برامج إعانات الموظفين في ما يلي:
- الوصول المباشر: يُتاح للموظفين الاتصال بمكتب الطبيب النفسي مباشرة.
- الرد السريع: تبدأ أولى جلسات الاستشارة النفسية في غضون أيام قليلة، ويجري التعامل مع الأزمات الطارئة في الحال.
- الاحترافية: جميع الاستشاريين حاصلين على درجة دكتوراه أو ماجستير في علم النفس، ولدى جميعهم خبرة في دراسة سلوك الإنسان.
- السرية والخصوصية: لا يُسمح لصاحب العمل بمعرفة هوية مستخدمي تلك الخدمات.
- خارج نطاق العمل: تقدم خدمة الاستشارة النفسية داخل مكتب الطبيب النفسي.
- العلاج المباشر: يحال المريض إلى جهة متخصصة في الحالات التي تستلزم خبرات أخصائي آخر، أو في حالات الرعاية طويلة الأمد.
- التغطية المناسبة: تتاح خدمة الخط الساخن للموظفين على مدار الساعة.